# Le Rebelle (film, 1968)
Pour les articles homonymes, voir Le Rebelle.
Pour plus de détails, voir Fiche technique et Distribution.
Le Rebelle (arabe : المتمرد) est un film tunisien et le deuxième long métrage d'Omar Khlifi. C'est le premier et l'un des rares films historiques du cinéma tunisien, même si les événements qu'il relate ne sont pas directement en relation avec le protectorat et l'indépendance. Il a fait l'objet de nombreuses critiques[Qui ?] qui lui reprochent de ne pas prendre en compte les attentes et les espoirs du public pour qui un film tunisien était alors un grand évènement et l'interprétation jugée mauvaise de l'actrice égyptienne Samira Ahmed.

## Synopsis
L'action se passe dans le Sud tunisien, avec quelques scènes à Tunis, dans les années 1860, en pleine régence de Tunis.
Un jeune soldat de la garde du bey de Tunis, Salah, est rappelé au douar natal par sa mère Ouarda qui attend qu'il venge la mort de son père et de son frère, assassinés par des pillards couverts par les autorités, et arrive à diriger une véritable révolution. Sa tête est mise à prix par le bey qui le fait capturer. Salah s'évade et accomplit sa vengeance après avoir déserté. Mais, blessé à mort, il finit par s'écrouler entre sa mère et une jeune bédouine qu'il aimait.

## Fiche technique
- Titre : Le Rebelle (Al Moutamarred)
- Réalisation : Omar Khlifi
- Scénario : Omar Khlifi
- Dialogues : M'hamed Marzouki
- Photographie : Ezzedine Ben Ammar
- Son : Abdelkader Alouani, Habib Kasbi et Mustapha Ben Jemiaa
- Montage : Omar Khlifi et Faouzi Taya
- Production : Films Omar Khlifi
- Pays d'origine :  Tunisie
- Langue : arabe
- Format : noir et blanc - 35 mm
- Genre : film historique
- Durée : 90 minutes
- Date de sortie : 
  -  Tunisie : 16 décembre 1968

## Distribution
- Habib Chaâri
- Hassiba Rochdi
- Tahar Haouas
- Samira Ahmed
- Zohra Faïza
- Mohamed Bellassoued
- Hattab Dhib
- Rachid Gara

## Distinction
- Primé au Festival international du film de Tachkent de 1974